# Batalla del cabo Passaro
La Batalla del Cabo Passaro (o Passero) fue un enfrentamiento naval entre las escuadras de España y Gran Bretaña ocurrido el 11 de agosto de 1718 en las inmediaciones del Cabo Passero (Sicilia) en el marco de la Guerra de la Cuádruple Alianza. El enfrentamiento se produjo en medio de un armisticio, cuando la escuadra británica (al mando del almirante George Byng, vizconde de Torrington) atacó a la española (al mando del jefe de escuadra Antonio de Gaztañeta) en represalia por la invasión española de Sicilia y Cerdeña, resultando en la práctica destrucción de la escuadra española.

## Precedentes
La tensión diplomática entre España y la Gran Bretaña no podía ser mayor. El 2 de agosto de 1718 se firmó la Cuádruple Alianza, un tratado que unía al Reino de Gran Bretaña, Francia, Provincias Unidas y el Sacro Imperio Romano Germánico contra España, por la invasión llevada a cabo por Felipe V de Sicilia y Cerdeña. Así, una de las primeras operaciones de respuesta fue el despliegue de la marina británica en torno a Mesina, con la idea de asediarla para arrebatársela a los españoles.

## Desarrollo
La flota española constaba de 23 naves de guerra —entre las que había galeras, buques de guerra y cañoneras— y algunas más con provisiones. Sin embargo, no navegaban en bloque, sino de manera dispersa, y en un primer momento no consideraron a los británicos como una amenaza, por lo que no se preocuparon por sus intenciones.
Así, la armada británica partió en dos a la flota española. Una parte, integrada por las naves de menor calado, que se acercó a la costa, y las de mayor potencia, que se enfrentaron a los barcos británicos. Estos no tuvieron problema en derrotar a los navíos españoles, pues en líneas generales se encontraban en muy mal estado, y buena parte de ellos fueron hundidos o capturados.

## Consecuencias

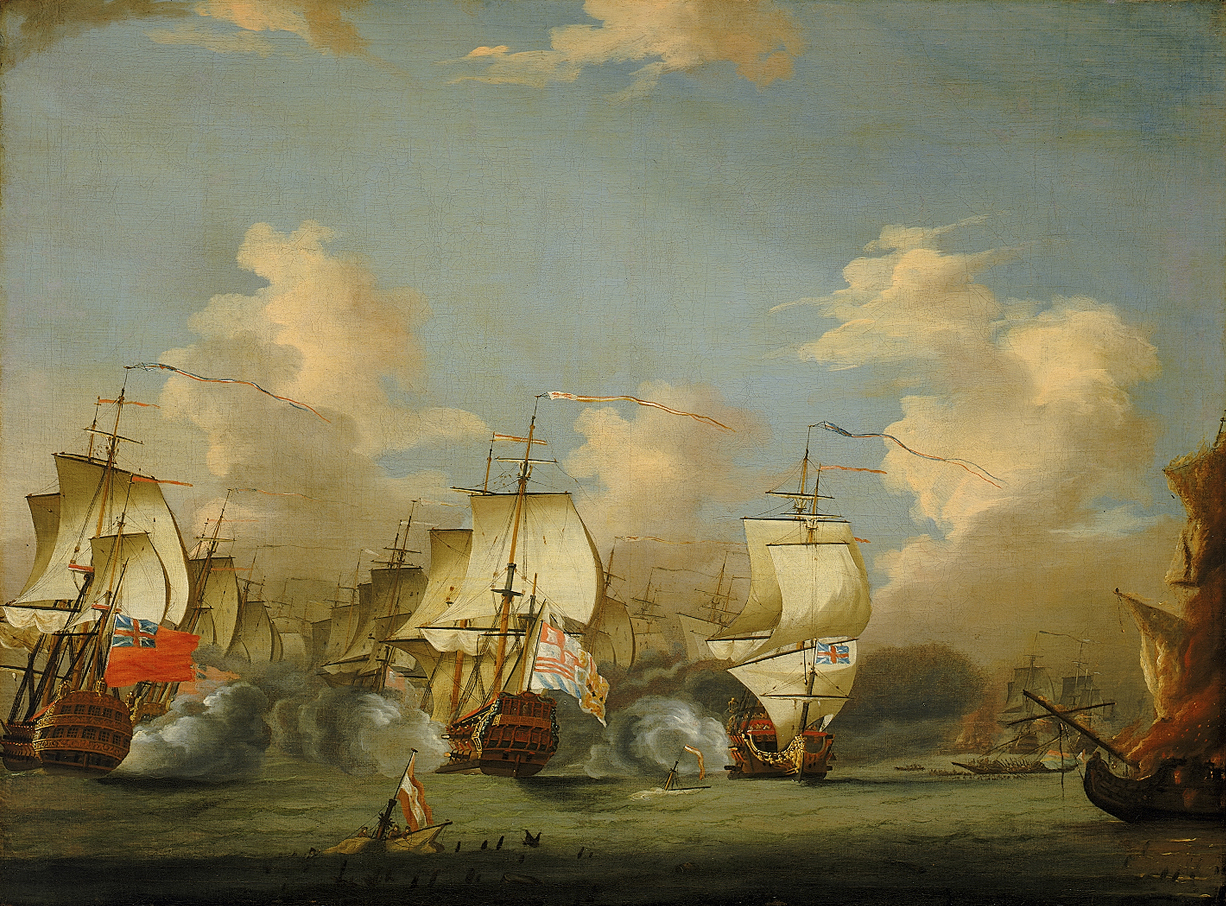
"Batalla del Cabo Passaro" de Isaac Sailmaker, representando el bombardeo del Real San Felipe (centro) y el incendio de la Esperanza (orilla izquierda).

Unos meses más tarde, el 17 de diciembre de 1718, los otros tres países de la Cuádruple Alianza declaraban la guerra a España, empezando formalmente la guerra. El conflicto se prolongó más de dos años, y tras él, además de las cuantiosas bajas personales y materiales, hubo algunas modificaciones de tipo territorial. A consecuencia del Tratado de La Haya, España aseguraba renunciar a sus pretensiones territoriales en Italia, las cuales eran buena parte de los motivos que habían originado el conflicto.
Hubo algunas consecuencias territoriales más, pero de menor importancia.
Como resultado de la práctica destrucción y pérdida de la armada española, se planeó un importante esfuerzo de construcción naval en los astilleros de Cataluña, Andalucía y América, lo que tuvo como consecuencia la profesionalización de la ingeniería naval española del siglo XVIII.

## Navíos participantes

### Flota española al mando del jefe de escuadraAntonio de Gaztañeta
- Real San Felipe (El Real), 74 cañones: capturado por el HMS Superbe y el HMS Kent, explotó al llegar a Mahón.
- Príncipe de Asturias, 70 cañones (Jefe de escuadra Francisco Chacón y Medina): capturado durante la batalla por el HMS Breda y el HMS Captain.
- San Juan Bautista, 60 cañones (comandante Francisco Guerrero): fugado a Malta.
- San Luis, 60 cañones (jefe de escuadra Baltasar Vélez de Guevara): fugado a Malta.
- San Pedro, 60 cañones (comandante Antonio de Arizaga): fugado.
- San Carlos, 60 cañones (comandante Adrián Blas de Talleyrand, príncipe de Chalais): capturado por el HMS Kent.
- Real Mazi (El Real), 60 cañones (jefe de escuadra marqués Esteban de Mari): capturado por el HMS Canterbury.
- San Fernando, 60 cañones (jefe de escuadra Jorge Cammocke): fugado a Malta.
- Santa Isabel(la) / San Isabel, 60 cañones (comandante Andrés Reggio Branciforte): capturado por el HMS Dorsetshire.
- Santa Rosa, 60 cañones (comandante Antonio González): capturado por el HMS Orford.
- Perla de España, 54 cañones (comandante Gabriel Pérez de Alderete, marqués de Casinas): fugado a Malta.
- Esperanza 46 cañones (comandante Juan María Delfín): incendiado para evitar captura.
- San Isidro, 46 cañones (comandante Manuel de Villavicencio): capturado por el HMS Canterbury.
- Hermione, 44 cañones (comandante Rodrigo de Torres, marqués de Matallana): fugado, pero después incendiado en Mesina.
- Volante, 44 cañones (comandante Antonio Escudero y Muro, gran prior de la Orden de Malta): capturado por el HMS Montagu y el HMS Rupert.
- Juno, 36 cañones (comandante Pedro Moyano): capturado por el HMS Essex.
- Sorpresa, 36 cañones (comandante Miguel de Sada, conde de Clavijo): capturado por el HMS Canterbury.
- Galera, 30 cañones (comandante Francisco Álvarez Barreira): fugado.
- Castilla, 30 cañones (comandante Francisco de Liaño): fugado.

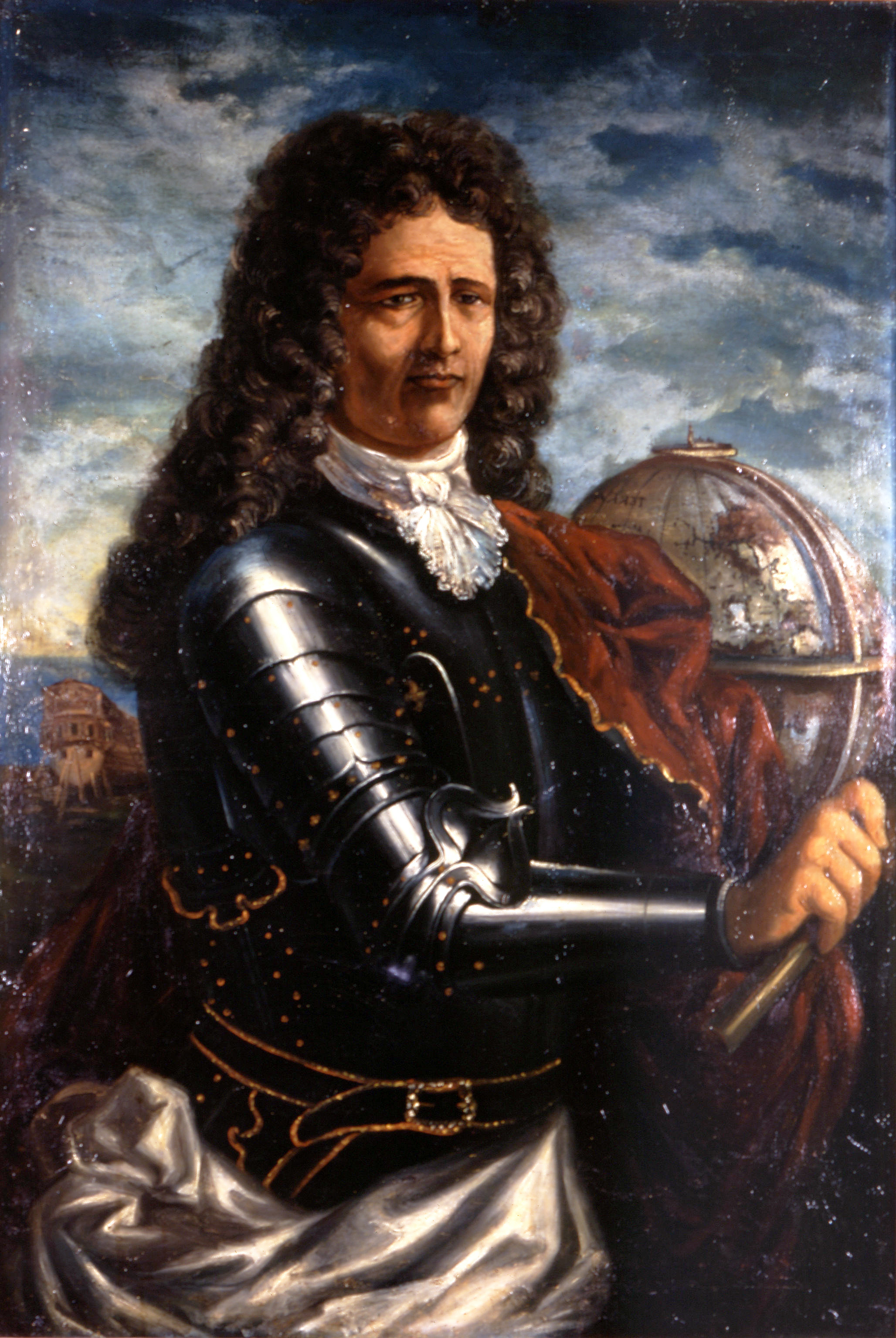
El teniente-general Antonio de Gaztañeta, jefe de la escuadra española.

- El teniente-general Antonio de Gaztañeta, jefe de la escuadra española.Conde de Tolosa, 30 cañones (comandante Juan de Goycoechea): fugado, pero capturado finalmente en Mesina.
- Águila, 24 cañones (comandante Lucas Masnata): capturado por el HMS Canterbury.

Total: 1 navío de 74 cañones, 1 de 70 cañones, 8 de 60 cañones, 4 de 50 cañones, 3 de 40 cañones, 2 de 30 cañones, 3 de 26 cañones, 1 de 14 cañones, 13 de otras clases menores.

### Flota británica al mando del almiranteGeorge Byng, vizconde de Torrington

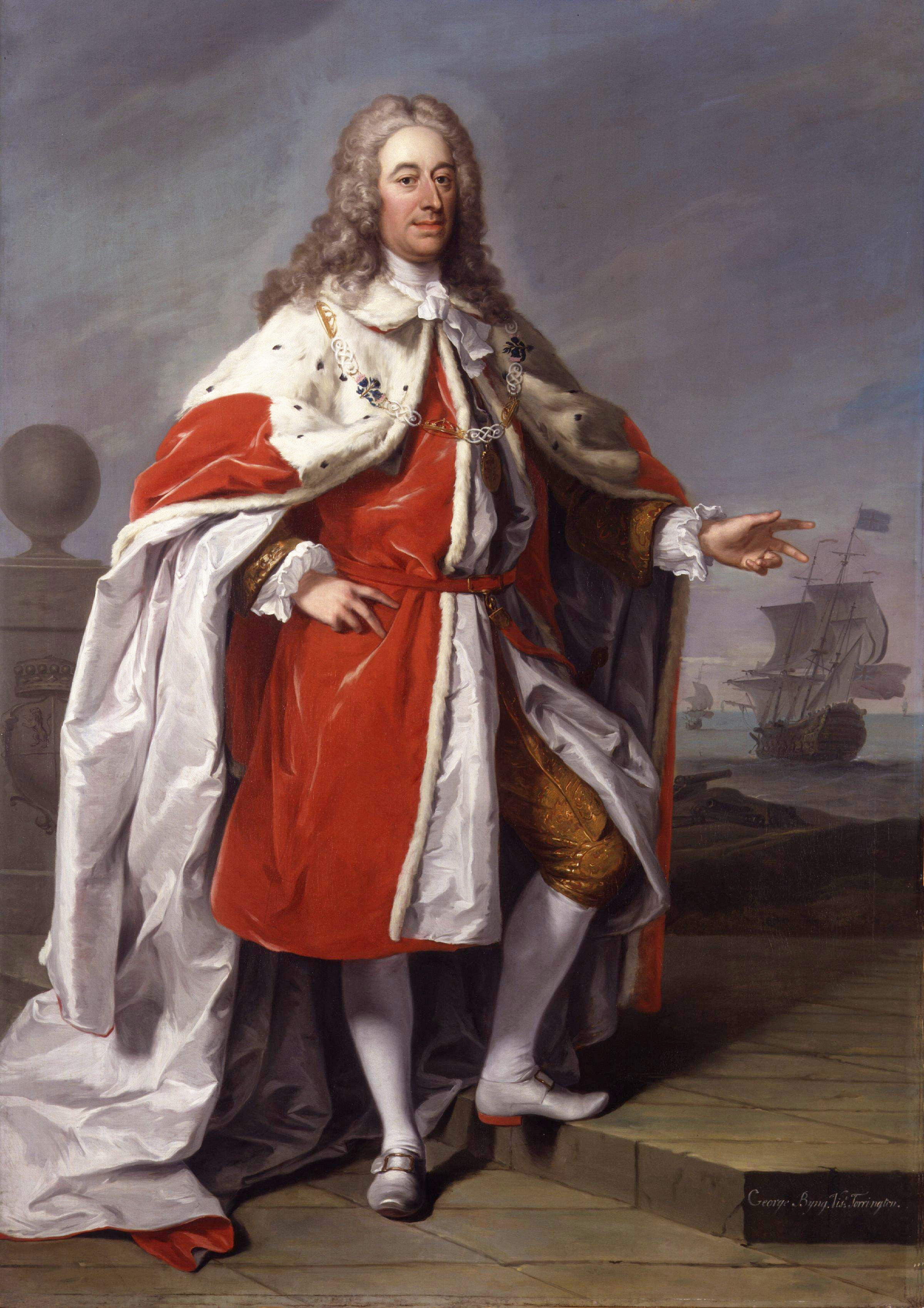
El almirante George Byng, vizconde de Torrington, jefe de la escuadra británica.

- HMS Barfleur, 90 cañones (Navío insignia capitaneado por almirante George Byng, vizconde de Torrington, 1.er comandante George Saunders, 2º comandante Richard Lestock).
- HMS Shrewsbury, 80 cañones (vicealmirante Charles Cornwall, comandante John Balchen).
- HMS Dorsetshire, 80 cañones (contralmirante George Delavall, comandante John Furzer).
- HMS Breda, 70 cañones (comandante Barrow Harris).
- HMS Burford, 70 cañones (comandante Charles Vanbrugh).
- HMS Captain, 70 cañones (comandante Archibald Hamilton).
- HMS Essex, 70 cañones (comandante Richard Rowzier).
- HMS Grafton, 70 cañones (comandante Nicholas Haddock).
- HMS Kent, 70 cañones (comandante Thomas Mathews).
- HMS Lenox, 70 cañones (comandante Charles Strickland).
- HMS Orford, 70 cañones (comandante Edward Falkingham).
- HMS Royal Oak, 70 cañones (comandante Thomas Kempthorne).
- HMS Canterbury, 60 cañones (comandante George Walton).
- HMS Dreadnought, 60 cañones (comandante William Haddock).
- HMS Dunkirk, 60 cañones (comandante Francis Drake).
- HMS Montagu, 60 cañones (comandante Thomas Beverley).
- HMS Ripon, 60 cañones (comandante Christopher O'Brien).
- HMS Rupert, 60 cañones (comandante Arthur Field).
- HMS Superbe, 60 cañones (comandante Streynsham Master).
- HMS Rochester, 50 cañones (comandante Joseph Winder).
- HMS Argyle, 50 cañones (comandante Conningsby Norbury).
- HMS Charles Galley, 44 cañones (comandante Philip Vanbrugh).

Total: Un navío de 90 cañones, 2 de 80 cañones, 9 de 70 cañones, 7 de 60 cañones, 2 de 50 cañones, 1 de 44 cañones. Además, la flota británica contaba con 6 barcos menores.